# Équation quintique
Équation du cinquième degré
En mathématiques, une équation quintique est une équation polynomiale dans laquelle le plus grand exposant de l'inconnue est 5. Elle est de forme générale :
où a, b, c, d, e et f appartiennent à un corps commutatif (habituellement les rationnels, les réels ou les complexes), et a est non nul.

Polynôme de degré 5 : f(x) = (x+4)(x+2)(x+1)(x-1)(x-3)/20+2

La fonction
est une fonction quintique.
Parce qu'elles ont un degré impair, les fonctions quintiques normales apparaissent similaires aux fonctions cubiques normales lorsqu'elles sont tracées, excepté sur le nombre de maxima locaux et minima locaux. La dérivée d'une fonction quintique est une fonction quartique.

## Trouver les racines d'une équation quintique
Trouver les racines d'un polynôme donné à coefficients rationnels a été un problème essentiel en mathématiques. 
Résoudre les équations linéaires, quadratiques, cubiques et quartiques en factorisant par radicaux est relativement direct lorsque les racines sont rationnelles et réelles ; il existe aussi des formules qui fournissent les solutions cherchées. Par contre, il n'existe pas de formule pour les équations quintiques générales sur les rationnels en termes de radicaux ; ceci fut d'abord démontré par le théorème d'Abel-Ruffini découvert par Paolo Ruffini et Niels Henrik Abel. Publié en 1824, ce fut une des premières applications de la théorie des groupes en algèbre. Ce résultat est aussi valable pour les équations de degrés plus élevés. Cela est assez surprenant ; même s'il y a des racines, il n'y a pas d'expression algébrique finie de +, –, ×, / et .√. qui puisse les produire à partir des coefficients pour toutes les quintiques.
Certaines équations de degré 5 peuvent être résolues par factorisation en radicaux, par exemple :
{\displaystyle x^{5}-x^{4}-x+1=0,\,}
qui peut être écrit sous la forme
{\displaystyle (x^{2}+1)(x+1)(x-1)^{2}=0.\,}
D'autres quintiques, comme
{\displaystyle x^{5}-x+1=0,\,}
ne peuvent pas être factorisées facilement et résolues de cette manière. 
Évariste Galois développa des techniques pour déterminer si une équation donnée peut être résolue par radicaux, qui ont fondé la théorie de Galois. En utilisant la théorie de Galois, John Stuart Glashan, George Paxton Young et Carl Runge montrèrent en 1885 qu'une quintique irréductible dans la forme de Bring-Jerrard,
{\displaystyle x^{5}+ax+b=0\,}
est résoluble si et seulement si a = 0 ou si l'équation est de la forme suivante :
{\displaystyle x^{5}+{\frac {5\mu ^{4}(4\nu +3)}{\nu ^{2}+1}}x+{\frac {4\mu ^{5}(2\nu +1)(4\nu +3)}{\nu ^{2}+1}}=0}
où μ et ν sont rationnels. En 1994, Blair Spearman et Kenneth S. Williams donnèrent l'autre forme :
{\displaystyle x^{5}+{\frac {5e^{4}(3-4c\varepsilon )}{c^{2}+1}}x+{\frac {-4e^{5}(11\varepsilon +2c)}{c^{2}+1}}=0}
avec ε = ± 1. Puisqu'avec un usage judicieux de la transformation de Tschirnhaus, il est possible de transformer toute quintique en une forme de Bring-Jerrard, ceci donne une condition nécessaire et suffisante sur une quintique quelconque pour qu'elle soit résoluble par radicaux. La relation entre les paramétrisations de 1885 et 1994 peut être vue en définissant l'expression
{\displaystyle b={\frac {4}{5}}\left(a+20\pm 2{\sqrt {(20-a)(5+a)}}\right)}
où
{\displaystyle a={\frac {5(4\nu +3)}{\nu ^{2}+1}}}
et en utilisant le cas négatif de la racine carrée, cela fournit, après ajustement des variables, la première paramétrisation tandis que le cas positif donne la seconde. Il est alors nécessaire (mais non suffisant) que la quintique irréductible soluble
{\displaystyle z^{5}+a\mu ^{4}z+b\mu ^{5}=0\,}
à coefficients rationnels satisfasse la courbe quadratique simple
{\displaystyle y^{2}=(20-a)(5+a)\,}
pour un rationnel a, y.

## Résolution par des fonctions elliptiques
La plupart des équations quintiques n'étant pas résolubles par radicaux, autrement dit, en exprimant les solutions à l'aide de fonctions racines et polynomiales des coefficients de l'équation, des mathématiciens ont cherché à exprimer les racines à l'aide d'autres fonctions.  
Aux environs de 1835, Jerrard montra que les quintiques peuvent être résolues en utilisant les ultraradicaux (aussi connus sous le nom radicaux de Bring), les racines réelles de t5 +  t – a pour les nombres réels a. 
En 1858, Charles Hermite montra que les radicaux de Bring pouvaient être caractérisés en termes de fonctions thêta de Jacobi et leurs fonctions modulaires elliptiques associées, en utilisant une approche similaire à l'approche familière de résolution des équations cubiques par rapports de fonctions trigonométriques.  Leopold Kronecker, en utilisant la théorie des groupes, développa une manière plus simple dérivant des résultats d'Hermite, comme Francesco Brioschi. Plus tard, Felix Klein intervint avec une méthode particulièrement élégante qui relie les symétries de l'icosaèdre, la théorie de Galois et les fonctions elliptiques modulaires qui interviennent dans la solution d'Hermite, donnant une explication sur la raison de leur apparition, et développa sa propre solution en termes de fonctions hypergéométriques généralisées.
Les méthodes numériques telles que la méthode de Newton avec essais et erreurs donnent des résultats très rapidement si l'on ne cherche que des valeurs approchées des racines, ou s'il est connu que les solutions comprennent seulement des expressions simples (telles que celles des examens). D'autres méthodes telles que la méthode de Laguerre ou celle de Jenkins-Traub (en) peuvent aussi être utilisées pour trouver numériquement de manière plus fiable les racines d'équations quintiques.

## Fonction thêta de Jacobi

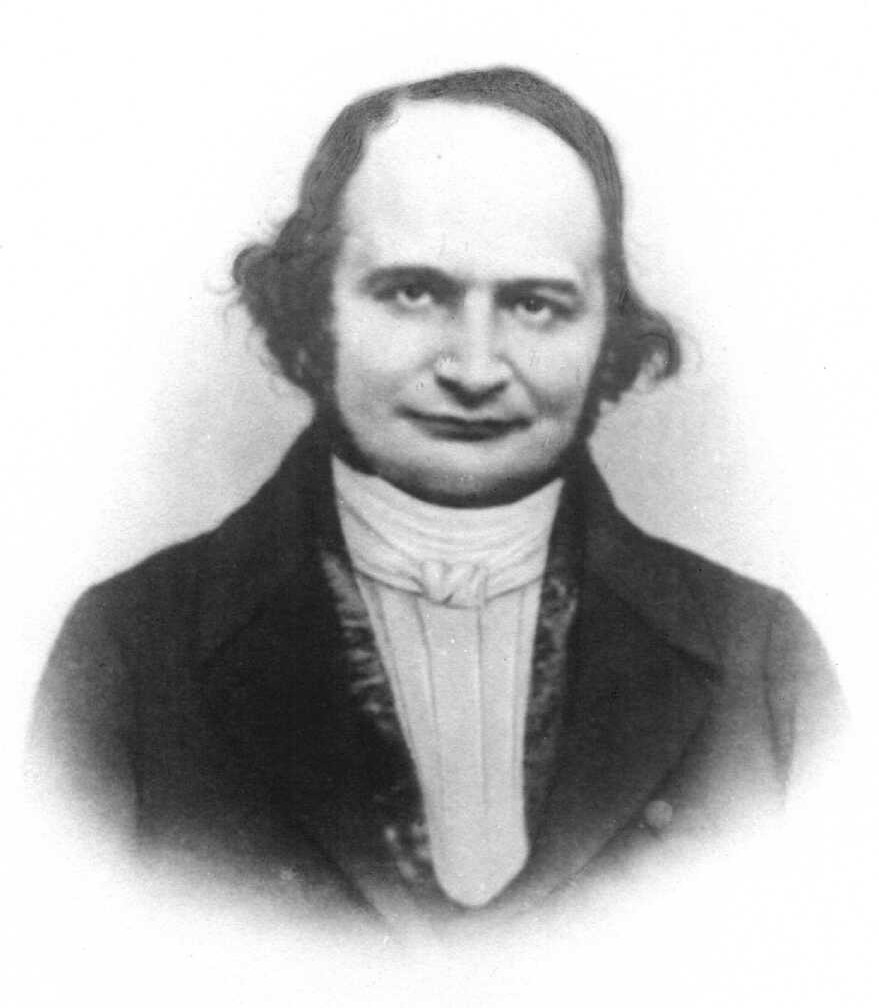
Carl Gustav Jacob Jacobi

Avec l'aide de la transformation de Tschirnhaus, toutes les équations quintiques peuvent être converties en la forme de Bring-Jerrard d'une manière mathématique élémentaire. La forme Bring-Jerrard contient le terme quintique, le terme linéaire et le terme absolu. Mais les termes quartique, cubique et quadratique s'annulent sous cette forme. La solution elliptique généralisée de la forme de Bring-Jerrard est analysée dans les paragraphes suivants. Sur la base de la formule de paramétrage découverte par les mathématiciens Glashan, Young et Runge, la paire de formules suivante peut être dérivée d'une équation et de la solution réelle :
{\displaystyle x^{5}+x={\frac {2}{5}}y^{-5/4}{\frac {(1+y-y^{2}){\sqrt {2+2y^{2}}}}{\sqrt[{4}]{10+15y-10y^{2}}}}}
{\displaystyle \quad x={\frac {2}{5}}y^{-1/4}{\sqrt[{4}]{10+15y-10y^{2}}}\cosh \left\{{\frac {1}{5}}{\text{arcosh}}\left[{\frac {5{\sqrt {5+5y^{2}}}}{(1+2y){\sqrt {4+6y-4y^{2}}}}}\right]\right\}}
{\displaystyle \quad \qquad -{\frac {2}{5}}y^{-1/4}{\sqrt[{4}]{10+15y-10y^{2}}}\sinh \left\{{\frac {1}{5}}{\text{arsinh}}\left[{\frac {5y{\sqrt {5+5y^{2}}}}{(2-y){\sqrt {4+6y-4y^{2}}}}}\right]\right\}}
Ce couple de formules est valable pour toutes les valeurs 0 < y < 2. Pour que la forme générale de Bring-Jerrard puisse être résolue avec cette méthode, une clé elliptique est nécessaire. Cette clé elliptique peut être générée à l'aide de la fonction thêta selon Carl Gustav Jacob Jacobi :
{\displaystyle x^{5}+x=w}
{\displaystyle \quad x={\frac {2}{5}}y^{-1/4}{\sqrt[{4}]{10+15y-10y^{2}}}\cosh \left\{{\frac {1}{5}}{\text{arcosh}}\left[{\frac {5{\sqrt {5+5y^{2}}}}{(1+2y){\sqrt {4+6y-4y^{2}}}}}\right]\right\}}
{\displaystyle \quad \qquad -{\frac {2}{5}}y^{-1/4}{\sqrt[{4}]{10+15y-10y^{2}}}\sinh \left\{{\frac {1}{5}}{\text{arsinh}}\left[{\frac {5y{\sqrt {5+5y^{2}}}}{(2-y){\sqrt {4+6y-4y^{2}}}}}\right]\right\}}
{\displaystyle \quad y={\frac {5}{2}}\,{\frac {\vartheta _{00}\left\langle q\left\{{\text{ctlh}}\left[{\tfrac {1}{2}}{\text{aclh}}\left({\tfrac {5}{4}}{\sqrt[{4}]{5}}\,w\right)\right]^{2}\right\}^{5}\right\rangle ^{2}}{\vartheta _{00}\left\langle q\left\{{\text{ctlh}}\left[{\tfrac {1}{2}}{\text{aclh}}\left({\tfrac {5}{4}}{\sqrt[{4}]{5}}\,w\right)\right]^{2}\right\}\right\rangle ^{2}}}-{\frac {1}{2}}}
avec
{\displaystyle {\text{ctlh}}\left[{\tfrac {1}{2}}\mathrm {aclh} (s)\right]^{2}=\left(2s^{2}+2+2{\sqrt {s^{4}+1}}\right)^{-1/2}\left(s+{\sqrt {{\sqrt {s^{4}+1}}+1}}\right)}
Cette procédure de solution est maintenant expliquée avec précision dans ce qui suit. Le côté droit de l'échelle de l'équation de la formule du haut de ce paragraphe prend la valeur w :
{\displaystyle w={\frac {2}{5}}y^{-5/4}{\frac {(1+y-y^{2}){\sqrt {2+2y^{2}}}}{\sqrt[{4}]{10+15y-10y^{2}}}}}
Cette équation est à résoudre pour la valeur y. Cela nécessite une expression de fonction modulaire elliptique, qui dans ce cas inclut la fonction thêta de Jacobi :
{\displaystyle y={\frac {5}{2}}{\frac {\vartheta _{00}\left\{q\left[\left(50{\sqrt {5}}\,w^{2}+32+2{\sqrt {3125w^{4}+256}}\right)^{-1/2}\left({\sqrt {{\sqrt {3125w^{4}+256}}+16}}+5{\sqrt[{4}]{5}}\,w\right)\right]^{5}\right\}^{2}}{\vartheta _{00}\left\{q\left[\left(50{\sqrt {5}}\,w^{2}+32+2{\sqrt {3125w^{4}+256}}\right)^{-1/2}\left({\sqrt {{\sqrt {3125w^{4}+256}}+16}}+5{\sqrt[{4}]{5}}\,w\right)\right]\right\}^{2}}}-{\frac {1}{2}}}
Cette expression de solution est en accord avec l'expression suivante :
{\displaystyle y={\frac {5}{2}}\,{\frac {\vartheta _{00}\left\langle q\left\{{\text{ctlh}}\left[{\tfrac {1}{2}}{\text{aclh}}\left({\tfrac {5}{4}}{\sqrt[{4}]{5}}\,w\right)\right]^{2}\right\}^{5}\right\rangle ^{2}}{\vartheta _{00}\left\langle q\left\{{\text{ctlh}}\left[{\tfrac {1}{2}}{\text{aclh}}\left({\tfrac {5}{4}}{\sqrt[{4}]{5}}\,w\right)\right]^{2}\right\}\right\rangle ^{2}}}-{\frac {1}{2}}.}

## Identités des fonctions elliptiques

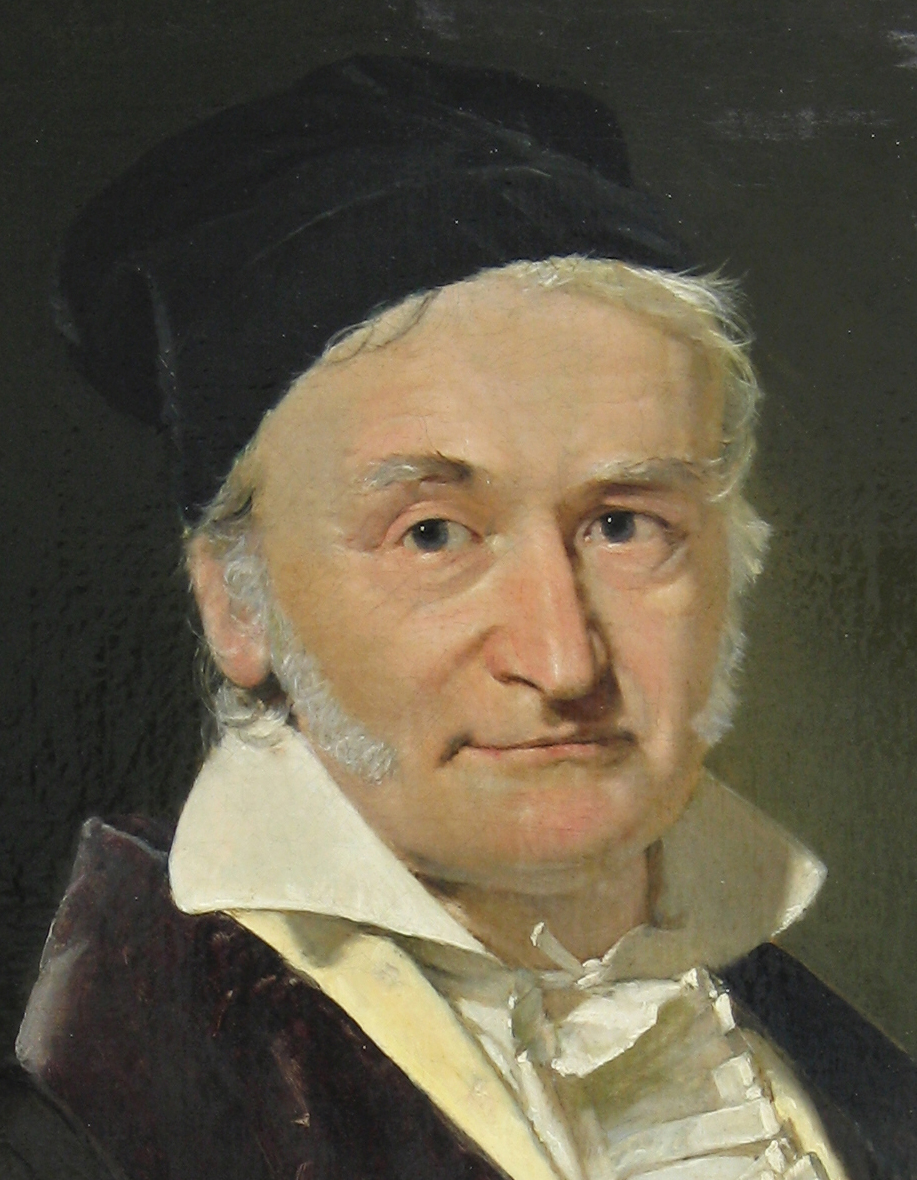
Carl Friedrich Gauss

Les fonctions indiquées dans cette expression doivent maintenant être définies. La fonction thêta principale illustrée a la définition de somme suivante et la définition de produit équivalente suivante:
{\displaystyle \vartheta _{00}(z)=1+2\sum _{k=1}^{\infty }z^{k^{2}}}
{\displaystyle \vartheta _{00}(z)=\prod _{k=1}^{\infty }(1-z^{2k})(1+z^{2k-1})^{2}}
La lettre q décrit la fonction nom elliptique:
{\displaystyle q(\varepsilon )=\exp[-\pi K({\sqrt {1-\varepsilon ^{2}}})K(\varepsilon )^{-1}]}
La lettre K indiquée dans le quotient intérieur représente l'intégrale elliptique complète du premier type:
{\displaystyle K(r)=\int _{0}^{\pi /2}{\frac {1}{\sqrt {1-r^{2}\sin(\varphi )^{2}}}}\mathrm {d} \varphi }
{\displaystyle K(r)=2\int _{0}^{1}{\frac {1}{\sqrt {(u^{2}+1)^{2}-4r^{2}u^{2}}}}\mathrm {d} u}
L'abréviation ctlh exprime la fonction cotangente lemniscatique hyperbolique. Et l'abréviation aclh exprime la fonction Areacosinus lemniscatique hyperbolique. Ces fonctions sont algébriquement liées aux Fonctions lemniscatiques sl et cl établies par Carl Friedrich Gauss et peuvent être définies à l'aide de ces deux fonctions:
{\displaystyle \mathrm {sl} (\varphi )=\tan {\biggl \langle }2\arctan {\biggl \{}{\frac {4}{G}}\sin {\bigl (}{\frac {\varphi }{G}}{\bigr )}\sum _{k=1}^{\infty }{\frac {\cosh[(2k-1)\pi ]}{\cosh[(2k-1)\pi ]^{2}-\cos(\varphi /G)^{2}}}{\biggr \}}{\biggr \rangle }}
{\displaystyle \mathrm {cl} (\varphi )=\tan {\biggl \langle }2\arctan {\biggl \{}{\frac {4}{G}}\cos {\bigl (}{\frac {\varphi }{G}}{\bigr )}\sum _{k=1}^{\infty }{\frac {\cosh[(2k-1)\pi ]}{\cosh[(2k-1)\pi ]^{2}-\sin(\varphi /G)^{2}}}{\biggr \}}{\biggr \rangle }}
{\displaystyle [{\text{sl}}(\varphi )^{2}+1][{\text{cl}}(\varphi )^{2}+1]=2}
{\displaystyle {\text{ctlh}}(\varrho )=\operatorname {cl} ({\tfrac {1}{2}}{\sqrt {2}}\varrho ){\biggl [}{\frac {\operatorname {sl} ({\tfrac {1}{2}}{\sqrt {2}}\varrho )^{2}+1}{\operatorname {sl} ({\tfrac {1}{2}}{\sqrt {2}}\varrho )^{2}+\operatorname {cl} ({\tfrac {1}{2}}{\sqrt {2}}\varrho )^{2}}}{\biggr ]}^{1/2}}
{\displaystyle {\text{ctlh}}(\varrho )={\frac {{\text{cd}}(\varrho ;{\tfrac {1}{2}}{\sqrt {2}})}{\sqrt[{4}]{{\text{cd}}(\varrho ;{\tfrac {1}{2}}{\sqrt {2}})^{4}+{\text{sn}}(\varrho ;{\tfrac {1}{2}}{\sqrt {2}})^{4}}}}}
{\displaystyle \mathrm {aclh} (s)={\tfrac {1}{2}}F[2\operatorname {arccot}(s);{\tfrac {1}{2}}{\sqrt {2}}]}
{\displaystyle {\text{aclh}}(s)={\frac {1}{2}}{\sqrt {2}}\,\pi \,G-\int _{0}^{1}{\frac {s}{\sqrt {s^{4}t^{4}+1}}}\,\mathrm {d} t}
{\displaystyle G={\tfrac {1}{2}}{\sqrt {2\pi }}\,\Gamma ({\tfrac {3}{4}})^{-2}}
{\displaystyle {\text{ctlh}}{\bigl [}{\tfrac {1}{2}}\mathrm {aclh} (s){\bigr ]}^{2}=(2s^{2}+2+2{\sqrt {s^{4}+1}})^{-1/2}({\sqrt {{\sqrt {s^{4}+1}}+1}}+s)}
{\displaystyle {\text{sl}}{\bigl [}{\tfrac {1}{2}}{\sqrt {2}}\,\mathrm {aclh} (s){\bigr ]}={\sqrt {{\sqrt {s^{4}+1}}-s^{2}}}}
La lettre G représente la constante de Gauss, qui peut être exprimée à l'aide de la fonction gamma de la manière qui vient d'être montrée.

## Fraction continue de Rogers-Ramanujan

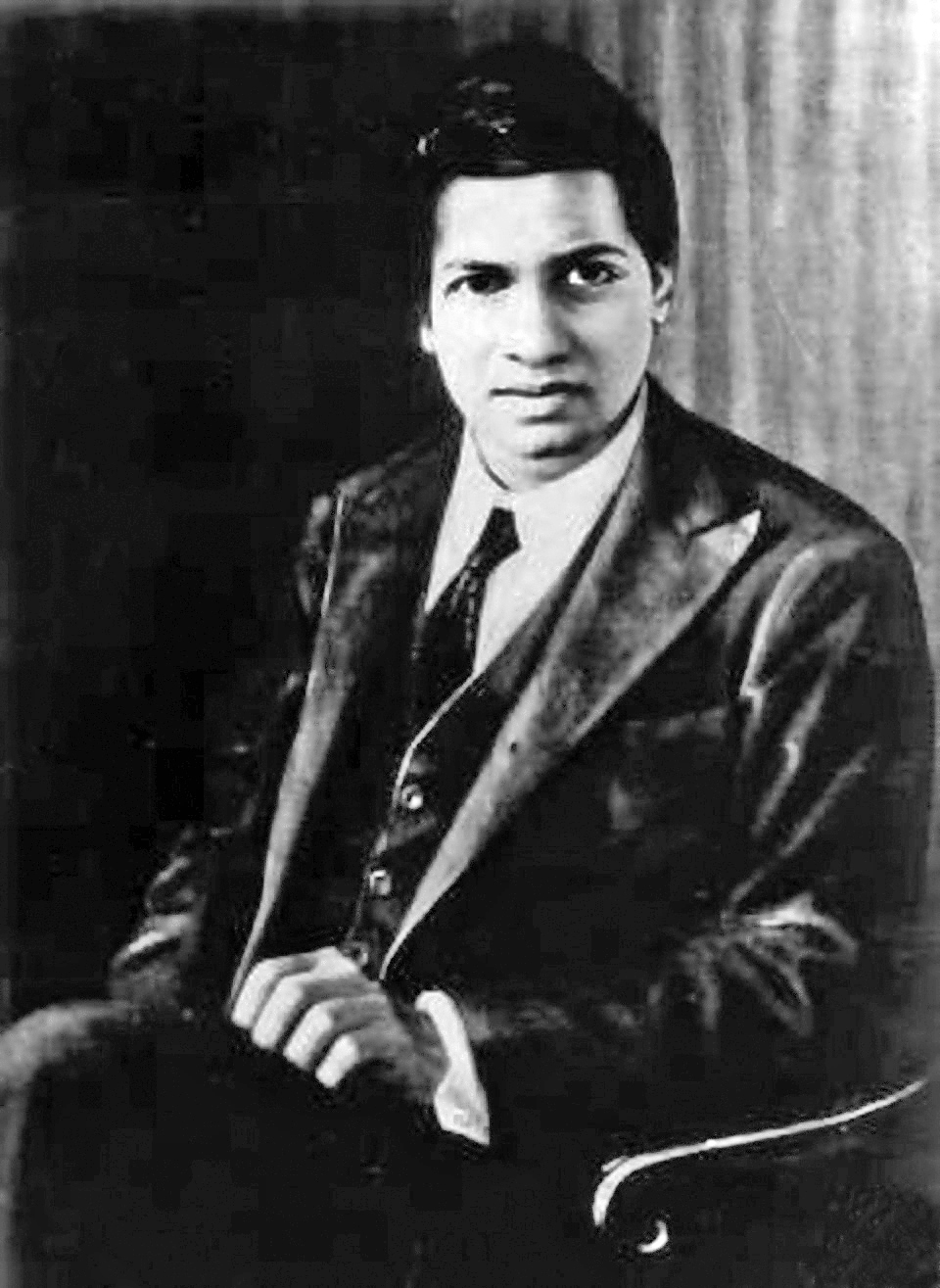
Srinivasa Ramanujan Iyangar (श्रीनिवास रामानुजन इयंगर)

La Fraction continue de Rogers-Ramanujan permet une solution très compacte de l'équation quintique généralisée sous forme de Bring-Jerrard. Cette fonction de fraction continue et la fraction continue alternée peuvent être définies comme suit:
{\displaystyle R(z)=z^{1/5}{\frac {(z;z^{5})_{\infty }(z^{4};z^{5})_{\infty }}{(z^{2};z^{5})_{\infty }(z^{3};z^{5})_{\infty }}}}
{\displaystyle R(z)=\tan {\biggl \{}{\frac {1}{2}}\arctan {\biggl [}{\frac {\vartheta _{00}(z^{1/2})^{2}}{2\vartheta _{00}(z^{5/2})^{2}}}-{\frac {1}{2}}{\biggr ]}{\biggr \}}^{2/5}\tan {\biggl \{}{\frac {1}{2}}\operatorname {arccot} {\biggl [}{\frac {\vartheta _{00}(z^{1/2})^{2}}{2\vartheta _{00}(z^{5/2})^{2}}}-{\frac {1}{2}}{\biggr ]}{\biggr \}}^{1/5}}
{\displaystyle R(z^{2})=\tan {\biggl \{}{\frac {1}{2}}\arctan {\biggl [}{\frac {\vartheta _{00}(z)^{2}}{2\vartheta _{00}(z^{5})^{2}}}-{\frac {1}{2}}{\biggr ]}{\biggr \}}^{2/5}\tan {\biggl \{}{\frac {1}{2}}\operatorname {arccot} {\biggl [}{\frac {\vartheta _{00}(z)^{2}}{2\vartheta _{00}(z^{5})^{2}}}-{\frac {1}{2}}{\biggr ]}{\biggr \}}^{1/5}}
{\displaystyle S(z)=\tan {\biggl \{}{\frac {1}{2}}\arctan {\biggl [}{\frac {\vartheta _{00}(z)^{2}}{2\vartheta _{00}(z^{5})^{2}}}-{\frac {1}{2}}{\biggr ]}{\biggr \}}^{1/5}\cot {\biggl \{}{\frac {1}{2}}\operatorname {arccot} {\biggl [}{\frac {\vartheta _{00}(z)^{2}}{2\vartheta _{00}(z^{5})^{2}}}-{\frac {1}{2}}{\biggr ]}{\biggr \}}^{2/5}}
{\displaystyle S(z)={\frac {R(z^{4})}{R(z^{2})R(z)}}}
Les parenthèses, chacune avec deux entrées, forment le soi-disant Symbole de Pochhammer et représentent ainsi les séries de produits. Sur la base de ces définitions, la formule de solution exacte compressée suivante pour la solution réelle peut être configurée:
{\displaystyle x^{5}+x=w}
{\displaystyle x={\frac {S{\bigl \langle }q\{{\text{ctlh}}[{\tfrac {1}{2}}{\text{aclh}}({\tfrac {5}{4}}{\sqrt[{4}]{5}}\,w)]^{2}\}{\bigr \rangle }^{2}-R{\bigl \langle }q\{{\text{ctlh}}[{\tfrac {1}{2}}{\text{aclh}}({\tfrac {5}{4}}{\sqrt[{4}]{5}}\,w)]^{2}\}^{2}{\bigr \rangle }}{S{\bigl \langle }q\{{\text{ctlh}}[{\tfrac {1}{2}}{\text{aclh}}({\tfrac {5}{4}}{\sqrt[{4}]{5}}\,w)]^{2}\}{\bigr \rangle }^{2}}}\times }
{\displaystyle \times {\frac {1-R{\bigl \langle }q\{{\text{ctlh}}[{\tfrac {1}{2}}{\text{aclh}}({\tfrac {5}{4}}{\sqrt[{4}]{5}}\,w)]^{2}\}^{2}{\bigr \rangle }\,S{\bigl \langle }q\{{\text{ctlh}}[{\tfrac {1}{2}}{\text{aclh}}({\tfrac {5}{4}}{\sqrt[{4}]{5}}\,w)]^{2}\}{\bigr \rangle }}{R{\bigl \langle }q\{{\text{ctlh}}[{\tfrac {1}{2}}{\text{aclh}}({\tfrac {5}{4}}{\sqrt[{4}]{5}}\,w)]^{2}\}^{2}{\bigr \rangle }^{2}}}\times }
{\displaystyle \times {\frac {\vartheta _{00}{\bigl \langle }q\{{\text{ctlh}}[{\tfrac {1}{2}}{\text{aclh}}({\tfrac {5}{4}}{\sqrt[{4}]{5}}\,w)]^{2}\}^{5}{\bigr \rangle }\,\vartheta _{00}{\bigl \langle }q\{{\text{ctlh}}[{\tfrac {1}{2}}{\text{aclh}}({\tfrac {5}{4}}{\sqrt[{4}]{5}}\,w)]^{2}\}^{1/5}{\bigr \rangle }^{2}-5\,\vartheta _{00}{\bigl \langle }q\{{\text{ctlh}}[{\tfrac {1}{2}}{\text{aclh}}({\tfrac {5}{4}}{\sqrt[{4}]{5}}\,w)]^{2}\}^{5}{\bigr \rangle }^{3}}{2{\sqrt[{4}]{20}}\,{\text{sl}}[{\tfrac {1}{2}}{\sqrt {2}}\,{\text{aclh}}({\tfrac {5}{4}}{\sqrt[{4}]{5}}\,w)]\,\vartheta _{00}{\bigl \langle }q\{{\text{ctlh}}[{\tfrac {1}{2}}{\text{aclh}}({\tfrac {5}{4}}{\sqrt[{4}]{5}}\,w)]^{2}\}{\bigr \rangle }^{3}}}}

## Exemples détaillés
Le premier entier w pour lequel la solution réelle de l'équation en question ne peut plus être représentée sous forme élémentaire est le chiffre 3:
{\displaystyle x^{5}+x=3}
{\displaystyle x={\frac {S{\bigl \langle }q\{{\text{ctlh}}[{\tfrac {1}{2}}{\text{aclh}}({\tfrac {15}{4}}{\sqrt[{4}]{5}})]^{2}\}{\bigr \rangle }^{2}-R{\bigl \langle }q\{{\text{ctlh}}[{\tfrac {1}{2}}{\text{aclh}}({\tfrac {15}{4}}{\sqrt[{4}]{5}})]^{2}\}^{2}{\bigr \rangle }}{S{\bigl \langle }q\{{\text{ctlh}}[{\tfrac {1}{2}}{\text{aclh}}({\tfrac {15}{4}}{\sqrt[{4}]{5}})]^{2}\}{\bigr \rangle }^{2}}}\times }
{\displaystyle \times {\frac {1-R{\bigl \langle }q\{{\text{ctlh}}[{\tfrac {1}{2}}{\text{aclh}}({\tfrac {15}{4}}{\sqrt[{4}]{5}})]^{2}\}^{2}{\bigr \rangle }\,S{\bigl \langle }q\{{\text{ctlh}}[{\tfrac {1}{2}}{\text{aclh}}({\tfrac {15}{4}}{\sqrt[{4}]{5}})]^{2}\}{\bigr \rangle }}{R{\bigl \langle }q\{{\text{ctlh}}[{\tfrac {1}{2}}{\text{aclh}}({\tfrac {15}{4}}{\sqrt[{4}]{5}})]^{2}\}^{2}{\bigr \rangle }^{2}}}\times }
{\displaystyle \times {\frac {\vartheta _{00}{\bigl \langle }q\{{\text{ctlh}}[{\tfrac {1}{2}}{\text{aclh}}({\tfrac {15}{4}}{\sqrt[{4}]{5}})]^{2}\}^{5}{\bigr \rangle }\,\vartheta _{00}{\bigl \langle }q\{{\text{ctlh}}[{\tfrac {1}{2}}{\text{aclh}}({\tfrac {15}{4}}{\sqrt[{4}]{5}})]^{2}\}^{1/5}{\bigr \rangle }^{2}-5\,\vartheta _{00}{\bigl \langle }q\{{\text{ctlh}}[{\tfrac {1}{2}}{\text{aclh}}({\tfrac {15}{4}}{\sqrt[{4}]{5}})]^{2}\}^{5}{\bigr \rangle }^{3}}{2{\sqrt[{4}]{20}}\,{\text{sl}}[{\tfrac {1}{2}}{\sqrt {2}}\,{\text{aclh}}({\tfrac {15}{4}}{\sqrt[{4}]{5}})]\,\vartheta _{00}{\bigl \langle }q\{{\text{ctlh}}[{\tfrac {1}{2}}{\text{aclh}}({\tfrac {15}{4}}{\sqrt[{4}]{5}})]^{2}\}{\bigr \rangle }^{3}}}}{\displaystyle q\{{\text{ctlh}}[{\tfrac {1}{2}}{\text{aclh}}({\tfrac {15}{4}}{\sqrt[{4}]{5}})]^{2}\}\approx 0.452374059450344348576600264284387826377845763909}
{\displaystyle x\approx 1.132997565885065266721141634288532379816526027727}
Un autre exemple pour lequel la solution réelle ne peut pas être représentée sous forme élémentaire est la valeur 7 pour le chiffre w:
{\displaystyle x^{5}+x=7}
{\displaystyle x={\frac {S{\bigl \langle }q\{{\text{ctlh}}[{\tfrac {1}{2}}{\text{aclh}}({\tfrac {35}{4}}{\sqrt[{4}]{5}})]^{2}\}{\bigr \rangle }^{2}-R{\bigl \langle }q\{{\text{ctlh}}[{\tfrac {1}{2}}{\text{aclh}}({\tfrac {35}{4}}{\sqrt[{4}]{5}})]^{2}\}^{2}{\bigr \rangle }}{S{\bigl \langle }q\{{\text{ctlh}}[{\tfrac {1}{2}}{\text{aclh}}({\tfrac {35}{4}}{\sqrt[{4}]{5}})]^{2}\}{\bigr \rangle }^{2}}}\times }
{\displaystyle \times {\frac {1-R{\bigl \langle }q\{{\text{ctlh}}[{\tfrac {1}{2}}{\text{aclh}}({\tfrac {35}{4}}{\sqrt[{4}]{5}})]^{2}\}^{2}{\bigr \rangle }\,S{\bigl \langle }q\{{\text{ctlh}}[{\tfrac {1}{2}}{\text{aclh}}({\tfrac {35}{4}}{\sqrt[{4}]{5}})]^{2}\}{\bigr \rangle }}{R{\bigl \langle }q\{{\text{ctlh}}[{\tfrac {1}{2}}{\text{aclh}}({\tfrac {35}{4}}{\sqrt[{4}]{5}})]^{2}\}^{2}{\bigr \rangle }^{2}}}\times }
{\displaystyle \times {\frac {\vartheta _{00}{\bigl \langle }q\{{\text{ctlh}}[{\tfrac {1}{2}}{\text{aclh}}({\tfrac {35}{4}}{\sqrt[{4}]{5}})]^{2}\}^{5}{\bigr \rangle }\,\vartheta _{00}{\bigl \langle }q\{{\text{ctlh}}[{\tfrac {1}{2}}{\text{aclh}}({\tfrac {35}{4}}{\sqrt[{4}]{5}})]^{2}\}^{1/5}{\bigr \rangle }^{2}-5\,\vartheta _{00}{\bigl \langle }q\{{\text{ctlh}}[{\tfrac {1}{2}}{\text{aclh}}({\tfrac {35}{4}}{\sqrt[{4}]{5}})]^{2}\}^{5}{\bigr \rangle }^{3}}{2{\sqrt[{4}]{20}}\,{\text{sl}}[{\tfrac {1}{2}}{\sqrt {2}}\,{\text{aclh}}({\tfrac {35}{4}}{\sqrt[{4}]{5}})]\,\vartheta _{00}{\bigl \langle }q\{{\text{ctlh}}[{\tfrac {1}{2}}{\text{aclh}}({\tfrac {35}{4}}{\sqrt[{4}]{5}})]^{2}\}{\bigr \rangle }^{3}}}}{\displaystyle q\{{\text{ctlh}}[{\tfrac {1}{2}}{\text{aclh}}({\tfrac {35}{4}}{\sqrt[{4}]{5}})]^{2}\}\approx 0.53609630892200161460073096549143569900990236}
{\displaystyle x\approx 1.4108138510595771319852918753499397839215989}